# Амурський лучний степ
Амурський лучний степ (ідентифікатор WWF: PA0901) — палеарктичний екорегіон затоплюваних луків і саван, розташований на сході Маньчжурії, на території Північно-Східного Китаю та Приамур'я. 

## Географія
Екорегіон амурського лучного степу охоплює дві території, розташовані в долині річки Амур, на кордоні КНР і Росії. Північний субрегіон простягається приблизно на 300 км з північного заходу на південний схід і переважно розташований в Амурській області, на території Амурсько-Зейської та Зейсько-Буреїнської рівнин. Цей субрегіон охоплює долини Зеї та Буреї, лівих приток Амуру. З усіх боків він оточений височинами, на яких поширені маньчжурські мішані ліси. 
Південний субрегіон простягається на 400 км із південного заходу на північний схід і розташований на північному сході китайської провінції Хейлунцзян, а також на півдні Єврейської автономної області та на південному сході Хабаровського краю в Росії. Він охоплює територію Середньоамурської та Сунгарійської рівнин, по яким протікають річки Сунгарі та Уссурі, праві притоки Амуру. На південь і захід від цього субрегіону поширені маньчжурські мішані ліси, а на північ і схід — уссурійські широколистяні та мішані ліси.

## Клімат
В межах екорегіону переважає вологий континентальний клімат (Dwb за класифікацією кліматів Кеппена), який характеризується коротким, теплим літом та морозною, малосніжною зимою. Середньорічна температура становить 1 °C, середня температура в січні становить -24,9 °C, а в липні — 20,3 °C. Середньорічна кількість опадів становить 604 мм, більшість з яких випадає влітку.

## Флора і фауна
Ландшафт екорегіону представлений заплавами та алювіальними рівнинами. Його територія залишалася вільною від льоду під час плейстоценового зледеніння і була рефугіумом для багатьох видів рослин і тварин. Через високий рівень ґрунтових вод і часті повені в екорегіоні утворилися великі водно-болотні угіддя та луки. Наразі значні території регіону перетворені на сільськогосподарські угіддя. Густота населення в екорегіоні становить 25 осіб/км².
На заболочених луках екорегіону переважають різні види куничників (Calamagrostis) та інші високі трави, зокрема з родини окружкових (Apiaceae). Також на них росте таволга (Spiraea), витривалий листопадний чагарник з родини трояндових (Rosaceae). В деяких частинах регіону зустрічаються ділянки листяних лісів, де переважають монгольські дуби (Quercus mongolica) та даурські берези (Betula dahurica).
Серед поширених в екорегіоні ссавців слід відзначити азійську сарну (Capreolus pygargus), маньчжурського плямистого оленя (Cervus nippon mantchuricus) та рідкісного уссурійського білогрудого ведмедя (Ursus thibetanus ussuricus). У віддалених районах на сході екорегіону, можливо, зустрічаються дуже рідкісні амурські тигри (Panthera tigris altaica). Серед рідкісних птахів, поширених в екорегіоні, слід відзначити зеленоголову чернь (Aythya baeri), лучну вівсянку (Emberiza aureola), далекосхідного пугача (Ketupa blakistoni), далекосхідну лелеку (Ciconia boyciana) та японського журавля (Grus japonensis). В річках басейну Амуру зустрічаються дуже рідкісні калуги (Huso dauricus), риби з родини осетрових.

## Збереження
Оцінка 2017 року показала, що 17 283 км², або 14 % екорегіону, є заповідними територіями. Природоохоронні території включають: Хінганський заповідник, Великохецхірський заповідник, Хецхірський заказник, Симоновський заказник та Муравйовський заказник в Росії, а також Національний природний заповідник річки Хейлунцзян та Національний природний заповідник Хунхе в КНР.